# 黒嘉嘉
黒 嘉嘉（こく かか、黑嘉嘉、拼音: Hēi Jiājiā、ヘイ・ジャアジャア、1994年〈民国83年〉5月26日 - ）は、台湾の囲碁棋士。オーストラリア生まれ、台湾出身、台湾棋院所属、七段。英語名はジョアン・ミシンガム (Joanne Missingham) 。第1回穹窿山兵聖杯世界女子囲碁選手権準優勝、女子囲棋最強戦3連覇など。

## 経歴
オーストラリアのブリスベンで、オーストラリア人の父と台湾人の母の間に生まれる。2歳年上の姉がいる。
4歳の時に台北市に移り、6歳の時に囲碁を学び始めて周可平に師事、8歳の時には林聖賢に学ぶ。
2004年に応昌期囲棋教育基金会青英班に入り、国際アマチュア・ペア碁選手権大会出場。
2005年に世界青少年囲碁選手権大会に台湾代表として出場、3位入賞。父親の仕事の関係でアメリカのカリフォルニア州サンディエゴに移住。
2006年、台湾女子オープン戦優勝。2007年に武漢の阮雲生の元で2か月間学び、中国の入段戦にも出場する。
2008年、トヨタ&デンソー杯囲碁世界王座戦のオセアニア地区予選優勝。同年、天津の呉鍇の元で3か月学び、入段戦で2位となって14歳で入段を果たす。また第1回ワールドマインドスポーツゲームズで、オーストラリア代表として女子団体戦ベスト8、女子個人戦ベスト8。2009年に北京の中国棋院で3か月間学ぶ。
2010年に台湾棋院に初段として所属、ペア碁ワールドカップに台湾代表として周俊勲とのペアで出場しベスト8。同年勝星規定で二段昇段。同年穹窿山兵聖杯世界女子囲碁選手権で準優勝し、これにより翌年1月に五段に飛び昇段、台湾棋院初の女流での高段者及び最年少・入段から最短での五段となる。アジア競技大会では男女ペア碁に周俊勲とのペアで4位、女子団体戦で銅メダル獲得。国内賞金ランキング7位、女流1位。
2011年、棋王戦で女流初のリーグ入り、国手戦リーグ入りし5勝2敗の3位で周俊勲と残留決定戦に勝ってリーグ残留、感恩杯新鋭磨錬戦4位、思源杯戦ベスト8、碁聖戦ベスト4、海峰杯プロ囲棋戦ベスト4。第1期女子名人戦リーグ7-3で同率2位。賞金ランキング6位、女流1位。
2012年、台湾棋院女流棋士対外棋戦出場順位戦リーグでは5戦全勝で1位。18歳の誕生日翌日に勝星規定により六段昇段。2013年Mlily夢百合杯世界囲碁オープン戦本戦出場。2014年珠鋼杯世界囲碁団体選手権にオーストラリアチームで出場。2015年碁聖戦ベスト8、台湾女子囲碁最強戦優勝。
2012年-13年の中国全国囲棋女子団体戦では山東斎魯晩報チームで出場、2014年から中国女子囲棋甲級リーグ戦に厦門チームで出場、2015年韓国女子囲碁リーグに麟蹄チームで出場。

## 主な棋歴
国際棋戦
- 穹窿山兵聖杯世界女子囲碁選手権 準優勝 2010年
- IMSAエリートマインドゲームズ 2016年女子個人戦3位、男女ペア戦4位（林立祥とペア）
- 黄龍士佳源杯世界女子囲棋団体選手権戦
  - 2011年 1-2（×朴志娟、×陳一鳴、○吉田美香）
- 華頂茶業杯世界女流囲碁団体戦/天台山農商銀行杯世界女子囲棋団体選手権戦
  - 2012年 0-3（×朴鋕恩、×謝依旻、×王晨星）
  - 2013年 0-3（×謝依旻、×李赫、×朴鋕恩）
  - 2014年 2-1（○謝依旻、×王晨星、○金恵敏）
  - 2015年 0-3（×崔精、×藤沢里菜、×於之瑩）
  - 2016年 1-2（×崔精、○青木喜久代、×於之瑩）
  - 2017年 1-1（×於之瑩、×崔精、○藤沢里菜）
- アジア競技大会 2010年 男女ペア戦4位（周俊勲とペア）、女子団体戦3位
- スポーツアコードワールドマインドゲームズ
  - 2011年 団体戦4位、男女ペア戦4位（周俊勲とペア）
  - 2012年 女子個人戦4位、男女ペア戦4位（林至涵とペア）
  - 2013年 男女ペア戦準優勝（王元均とペア）
  - 2014年 女子個人戦5位
- アジアインドア・マーシャルアーツゲームズ 2013年 女子団体戦3位、男女ペア戦7位（林至涵とペア）
- おかげ杯国際新鋭対抗戦団体戦 2015年4位、2016年3位
- ペア碁ワールドカップ 準優勝 2016年
- 国手山脈杯国際囲棋戦ペア碁戦 2014年3位（林海峰とペア）、2016年準優勝（陳詩淵とペア）
- 横琴嘉年華世界名人混双戦 2016年準優勝（林海峰とペア）
- 世界ペア碁最強位戦2017 3位（陳詩淵とペア）
- SENKO CUPワールド碁女流最強戦 2018年 準優勝

国内棋戦
- 女子囲棋最強戦 2015、2016、2017年
- 鈺徳杯台湾女子名人戦 2位 2011年
- 台湾棋院女流棋士対外棋戦出場順位戦 1位 2012年
- 棋王戦リーグ 2012年 3-4、2013年 3-4
- 国手戦リーグ 2011年 5-2、2012年 1-7
- 天元戦リーグ 2012年 1-6

その他
- 中国女子囲棋甲級リーグ戦
  - 2014年（厦門観音山）0-4
  - 2015年（厦門観音山）
  - 2016年（厦門観音山文化伝搬有限公司）
  - 2017年（厦門観音山文化伝搬有限公司）
- 韓国女子囲碁リーグ
  - 2015年（麟蹄ハヌルネリン）

## 昇段歴
- 2008年4月3日 初段（中国棋院）
- 2010年1月22日 初段（台湾棋院に移籍）
- 2010年10月30日 二段（勝星規定）
- 2011年1月5日 五段（穹窿山兵聖杯準優勝）
- 2012年5月27日 六段（勝星規定）
- 2015年9月13日 七段（勝星規定）

## 映画出演
- 1秒先の彼女（2020年、台湾）- 葉佩雯（郵便局員）役
- ママボーイ（2022年、台湾）- 熱帯魚店の女性客 役

## TVドラマ
- 『不讀書俱樂部』（2020年、台湾）- 菲菲（言午吉の元カノ）役
- 『不良執念淸除師』第3-5話（2023年、台湾）
- 『讓我看見你是誰』（2024年、台湾）

## TV出演
日本での主なテレビ出演
- 2018年8月26日 NHK Eテレ 『囲碁フォーカス』 （「フォーカス・オン」のコーナーで特集される）
- 2020年1月3日 NHK Eテレ 『新春スペシャル囲碁対局』 （藤沢里菜四段と対局）
- 囲碁フォーカス（NHK Eテレ）
  - （2020年4月5日 - 2021年9月19日）- ミニレッスン
  - （2021年10月31日）- フォーカス・オン「黒 嘉嘉ミニレッスンを振り返る」

## CM/イメージキャラクター
- CITY COLOR「水感凍BBクリーム」（2011年 - ）
- Brother（2020年 - ）[6][7][8]